# 格利澤747
格利泽747是一顆位於天琴座附近的聯星系統，由兩顆紅矮星組成，距離地球約27.1光年。